# Rory Block
Rory Block (geboren als Aurora Block, Princeton (New Jersey), 6 november 1949) is een Amerikaanse bluesgitariste en zangeres in de countrybluesstijl.
In 1988 bracht ze haar hit Lovin' Whiskey uit dat later door de Haagse zangeres Anouk werd gecoverd. Het nummer gaat over haar aan alcohol verslaafde (ex-)man.

## Carrière
Aurora Block is geboren in Princeton en groeide op in Manhattan. Haar vader, Allan Block, was in de jaren 60 eigenaar van een sandalenwinkel in Greenwich Village. Door de muziekscene in Greenwich Village ging Block zich richten op een studie klassieke gitaar. Als ze 14 jaar oud is ontmoet ze gitarist Stefan Grossman, die haar kennis laat maken met de muziek van Mississippi Delta bluesgitaristen. Ze begon deze te muziek luisteren en leerde de nummers spelen. Op haar 15e verlaat ze haar ouderlijk huis om op zoek te gaan naar de resterende bluesgitaristen, waaronder Mississippi John Hurt, Reverend Gary Davis en Son House. Daarna reisde ze naar Berkeley in Californië, waar ze optrad in clubs en koffiewinkels.
Nadat ze een korte pauze heeft genomen om een gezin te stichten, keert Rory in de jaren 70 terug in de muziekscene. Haar terugkeer kent wisselend succes, tot ze in 1981 tekent bij Rounder Records. Vanaf dat moment brengt ze meerdere albums uit, bestaande uit eigen nummers en covers. Onder de covers bevinden zich "Terraplane Blues" en "Come on in my kitchen" van Robert Johnson maar ook "Walk in Jerusalem" van Mahalia Jackson.
Eind 1988 heeft Block in Nederland een radiohit met Lovin' Whiskey, die op zondag 27 november 1988 de 252e Speciale Aanbieding is bij de KRO op Radio 3 en de 17e positie bereikt in de Nederlandse Top 40 en de 18e positie in de Nationale Hitparade Top 100. In het voorjaar van 1989 scoort ze opnieuw een radiohit in Nederland met Gypsie Boy die op zondag 26 maart 1989 de 267e Speciale Aanbieding is bij de KRO op Radio 3. Deze plaat bereikt de Nederlandse Top 40 niet, maar blijft steken in de Tipparade. Wél bereikt de plaat de 64e positie in de Nationale Hitparade Top 100 en staat 5 weken in de publieke hitlijst genoteerd.
In 2010 brengt Rory Block haar autobiografie getiteld When A Woman Gets The Blues uit als pdf-bestand.

## Discografie

### Albums
| Album met eventuele hitnotering(en) in de Nederlandse Album Top 100 | Datum van verschijnen | Datum van binnenkomst | Hoogste positie | Aantal weken | Opmerkingen |
| ------------------------------------------------------------------- | --------------------- | --------------------- | --------------- | ------------ | ----------- |
| Best blues and originals                                            | 1988                  | 24-12-1988            | 25              | 13           |             |
| Turning point                                                       | 1989                  | 28-10-1989            | 76              | 5            |             |

### Singles
| Single met eventuele hitnotering(en) in de Nederlandse Top 40 | Datum van verschijnen | Datum van binnenkomst | Hoogste positie | Aantal weken | Opmerkingen                                                             |
| ------------------------------------------------------------- | --------------------- | --------------------- | --------------- | ------------ | ----------------------------------------------------------------------- |
| Lovin' whiskey                                                | 1988                  | 24-12-1988            | 17              | 7            | #18 in de Nationale Hitparade Top 100 / KRO Speciale Aanbieding Radio 3 |
| Gypsie boy                                                    | 1989                  | 01-04-1989            | tip15           | -            | #64 in de Nationale Hitparade Top 100 / KRO Speciale Aanbieding Radio 3 |

### NPO Radio 2 Top 2000
| Nummer met noteringen in de NPO Radio 2 Top 2000 | '99  | '00 | '01  | '02  | '03  | '04  | '05  | '06  | '07  | '08  | '09  | '10  | '11  | '12  |
| ------------------------------------------------ | ---- | --- | ---- | ---- | ---- | ---- | ---- | ---- | ---- | ---- | ---- | ---- | ---- | ---- |
| Lovin' Whiskey                                   | 1172 | -   | 1818 | 1447 | 1831 | 1818 | 1700 | 1491 | 1930 | 1689 | 1956 | 1910 | 1723 | 1873 |

1. ↑  Een '-' betekent dat het nummer niet was genoteerd en een vetgedrukt getal geeft de hoogste notering aan.
2. ↑  Deze tabel is bijgewerkt tot en met de laatste editie (2024).

### Overige albums
- 1965 How to Play Blues Guitar, Elektra (als "Sunshine Kate")
- 1975 Rory Block, RCA Victor 0733
- 1976 Rory Block (I'm in Love), Blue Goose Records 2022
- 1977 Intoxication, So Bitter Sweet, Chrysalis 1157
- 1979 You're the One, Chrysalis 1233
- 1978 How to Play the Blues Guitar, Kicking Mule 109
- 1982 High Heeled Blues, Rounder 3061
- 1983 Blue Horizon, Rounder 3073
- 1983 Rhinestone & Steel Strings, Rounder 3085
- 1986 I've Got a Rock in My Sock!, Rounder 3097
- 1987 Best Blues and Originals, Rounder 11525
- 1987 House of Hearts, Rounder 3104
- 1991 Mama's Blues (live), Rounder 3117
- 1992 Ain't I A Woman, Rounder 3120
- 1994 Angel of Mercy, Rounder 3126
- 1995 When A Woman Gets The Blues, Rounder 3139 (1996 Acoustic Blues Album of the Year)
- 1995 Turning Point, Munich 145
- 1996 Tornado, Rounder 3140
- 1997 Gone Woman Blues: The Country Blues Collection, Rounder 11575
- 1997 The Early Tapes 1975-1976, Alcazar
- 1998 Confessions Of A Blues Singer, Rounder 3154 (1999 Acoustic Blues Album of the Year)
- 2002 I'm Every Woman, Rounder 3174
- 2002 Women In (E)motion (live?), Rounder
- 2003 Last Fair Deal, Telarc CD-83593
- 2004 Sisters & Brothers (met Eric Bibb en Maria Muldaur), Telarc CD-83588
- 2005 From The Dust, Telarc CD-83614
- 2006 The Lady and Mr. Johnson, Rykodisc RCD 10872
- 2013 Avalon: A Tribute to Mississippi John Hurt
- 2014 Hard Luck Child: A Tribute to Skip James
- 2016 Keepin' Outta Trouble: A Tribute To Bukka White
- 2018 A Woman’s Soul: A Tribute to Bessie Smith
- 2020 Prove It On Me
- 2022 Ain't Nobody Worried